# Damma

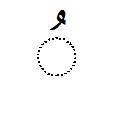
Damma

Ḍamma (ضَمَّة) ist ein optionales Schriftzeichen der arabischen Schrift, das zur Vokalisierung von Texten verwendet wird. Es dient zur Kennzeichnung des kurzen Vokals u (wie in „rund“). Das Ḍamma, in der Form einem Wāw nachempfunden, wird wie die meisten anderen Hilfszeichen über den zu vokalisierenden Konsonanten gesetzt (in der Grafik als Kreis angedeutet). Ein Ḍamma über dem Buchstaben, der einem Wāw vorausgeht, zeigt an, dass ein langes ū gesprochen wird und nicht ein au oder aw, für das ein Fatha gesetzt würde.

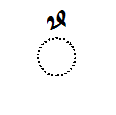
Dammatān

Für die Kennzeichnung der Nominativendung -u (bei determinierten Substantiven und Adjektiven) wird ebenfalls ein Damma verwendet. Ist die Nominativendung indeterminiert, lautet die Endung -un, und es werden zwei Damma (Dammatān, siehe auch Nunation) gesetzt; in der Druckschrift wird meist ein eigenes Zeichen benutzt, ein Damma mit einem Häkchen.
Im Persischen heißt das Zeichen Zamme, das heißt Ḍamma in persischer Aussprache, oder Pīsch und steht für ein kurzes o. Die türkische Bezeichnung lautet Ötre.

## Damma in Unicode
| Unicode Codepoint | U+064F          |
| Unicode-Name      | ARABIC DAMMA    |
| HTML              | &#1615;         |
| ISO 8859-6        | nicht vorhanden |

## Dammatān in Unicode
| Unicode Codepoint | U+064C          |
| Unicode-Name      | ARABIC DAMMATAN |
| HTML              | &#1612;         |
| ISO 8859-6        | nicht vorhanden |